# 洛罗萨 (圣玛丽亚-达费拉)
洛罗萨是葡萄牙阿威罗区的一个堂区。总面积6.41平方公里，总人口10000人，人口密度1435.9人/平方公里。